# Catharus mexicanus
Catharus mexicanus là một loài chim trong họ Turdidae.
Loài này sinh sống ở Trung Mỹ.